# Ґрунтові горизонти

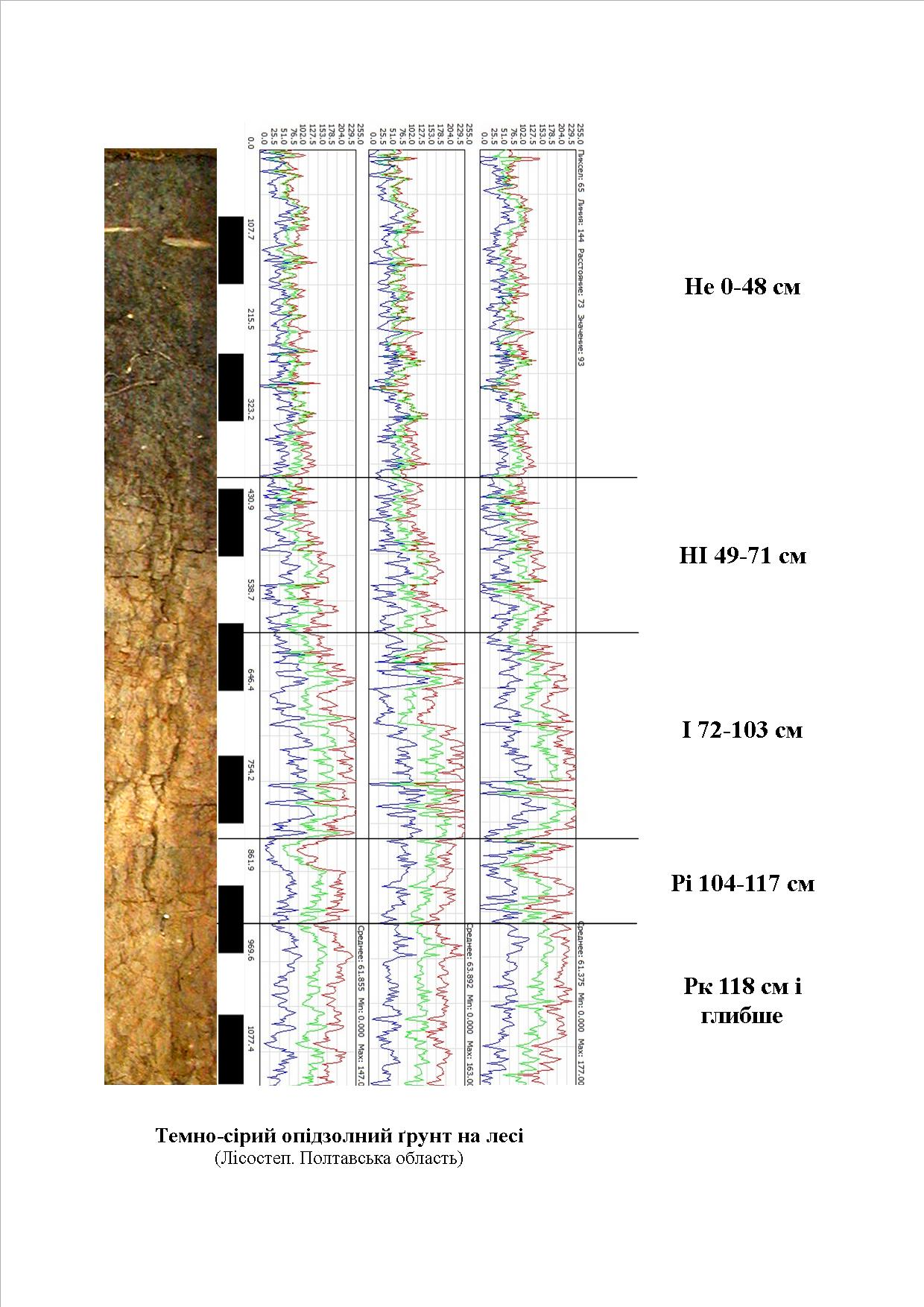
Кольорова гама і генетичні горизонти темно-сірого опідзоленого ґрунту. Темно-сірий опідзолений грунт на лесі (Лісостеп. Полтавська область). Ґрунтовий моноліт представлено в Музеї «генезису і картографії ґрунтів» Державного біотехнологічного університету.

Генетичні горизонти ґрунту — це достатньо однорідні шари ґрунту, які утворилися в процесі ґрунтоутворення. Відрізняються один від одного, в тому числі і від материнської породи, забарвленням, структурою, складенням, мінералогічним складом, характером новоутворень та іншими морфологічними ознаками. Сукупність взаємопов'язаних і взаємообумовлених генетичних горизонтів утворює профіль ґрунту.

## Позначення генетичних горизонтів
У ґрунтознавстві багатьох країн широко розповсюджена система індексів горизонтів, запропонована В. В. Докучаєвим. За цією класифікацією генетичні горизонти позначаються першими літерами латинського алфавіту: А — гумусово-акумулятивний горизонт, В — перехідний до материнської породи, С — материнська порода. Ця символіка горизонтів розроблена для чорноземів, а потім була перенесена на інші типи ґрунтів. Недоліком такого індексування було те, що ці символи вказують тільки на порядок їх розташування у ґрунтовому профілі і вони однакові в різних за генезисом ґрунтах.
Нині в Україні використовується символіка генетичних ґрунтових горизонтів, розроблена академіком О. Н. Соколовським. Згідно цієї індексації кожен генетичний горизонт у профілі ґрунту позначається початковими латинськими літерами слів, які вказують на генезис (походження) і властивості горизонту. Індексація основних генетичних горизонтів: 
- Т — торфовий (складається більш ніж на 70 % з рослинних решток різного ступеня розкладу);
- ТН — торфово-перегнійний (складається зі спресованих гуміфікованих рослинних решток, має слабку пилувато-грудкувату структуру і чорний колір);
- ТС — торфово-мiнералiзований (складається із сильноподрібнених мінералізованих рослинних решток);
- Но — лісова підстилка (шар рослинних решток різного ступеня розкладу — лісовий опад Нл або залишки трав'янистої рослинності (повстина) Нс);
- Нd — дернинний (складається більше ніж наполовину з живих і мертвих коренів трав'янистої рослинності);
- Н — гумусовоакумулятивний (горизонт акумуляції гумусу, який рівномірно забарвлює його у темносірий колір i тісно пов'язаний з мінеральною частиною ґрунту, має зернисту або грудкувату структуру);
- E — елювіальний (збіднений на органічні та мінеральні колоїди речовини внаслідок їх вимивання. Характеризується ясно-сірими й білястими кольорами, плитовидною структурою);
- I — ілювіальний (збагачений колоїдами і глинистими часточками, рухомими півтораоксидами й органічними речовинами. Йому властиві бурувато-червоний, м'ясо-червоний, бурувато-брунатний, темно-сірий колір, щільний, призматичної, горіхуватої структури);
- І (SL) — солонцевий (ґрунтова маса дуже сильно пептизована, збагачена на колоїди сірого або чорного кольору, стовбчастої, призматичної, горіхуватої структури);
- Gl — глейовий (мінеральний або органо-мінеральний горизонт оливкового, сталево-сірого, блакитного чи сизого кольору, безструктурний, що утворився внаслідок відновних процесів у гідроморфних умовах);
- М — мергелистий (горизонт акумуляції мергелю гідрогенним шляхом). Перехідні горизонти позначаються символами суміжних горизонтів:
- Рf — псевдофібровий горизонт;
- R — ортзандовий горизонт;
- Rt — ортштейновий горизонт;
- EI — елювiально-ілювiальний (перехідний горизонт, у якому проявляються ознаки двох суміжних горизонтів, у даному разі елювіального та ілювіального);
- Нр — верхня частина перехідного горизонту (має місце в ґрунтах з поступовим переходом ознак гумусового горизонту до материнської породи);
- Рh — нижня частина перехідного горизонту (шар, що межує з материнською породою);
- НЕ — гумусово-елювiальний горизонт (характеризується тим, що в ньому разом з накопиченням гумусу відбувається гідроліз мінералів і частковий винос продуктів руйнування);
- НІ — гумусово-iлювiальний (горизонт, у якому акумулюються органічні і мінеральні колоїди, солі, що вимиті з верхніх елювіальних горизонтів);
- Р — материнська порода (гірська порода, з якої утворився ґрунт);
- Д — пiдстилаюча порода (порода, що залягає нижче материнської).[5]

Майже всі ознаки, що виділяються в основних горизонтах, можуть проявлятися по-різному:можуть бути основними ознаками, або допоміжними, де вони проявляються в меншій мірі. У такому випадку їх позначають такими ж самими, але маленькими літерами і пишуть праворуч від основного символу, наприклад: Не, Нрі, Ір, тощо. Особливі властивості позначаються окремими літерами: 
- k — наявність карбонатів;
- s — наявність легкорозчинних солей (Cl-, SO42-);
- g — наявність гіпсу;
- с — наявність соди;
- r — м'які Fe-Mn-конкреції;
- rt (n) — тверді Fе-Mn-конкреції;
- rk (kn) — карбонатні конкреції;
- f — наявність вохристих плям;
- mf — метаморфізований горизонт;
- les — лесивований (оглинений) горизонт;
- q — уламки щільних безкарбонатних порід;
- qk — уламки щільних карбонатних порід;
- z — копроліти, червороїни, кротовини;
- n — орний горизонт;
- df — гумусовий еолово-відкладений;
- pl — плантажований;
- ag — насипні (рекультивовані) горизонти;
- m — ознаки пов'язані з осушенням;
- mo — ознаки пов'язані зі зрошенням;
- de(eol) — еолові наносні горизонти на поверхні ґрунту;
- dl — делювіальні наносні горизонти на поверхні ґрунту;
- al — алювіальні наносні горизонти на поверхні ґрунту;
- a(орн) — орні горизонти; (h), (s), (gl), …— слабкий прояв морфологічних ознак;
- /k, /s, /h, …— прояв морфологічних ознак у нижній частині профілю.[5]